# Steyersberg, Stickelberg und Schwarzau

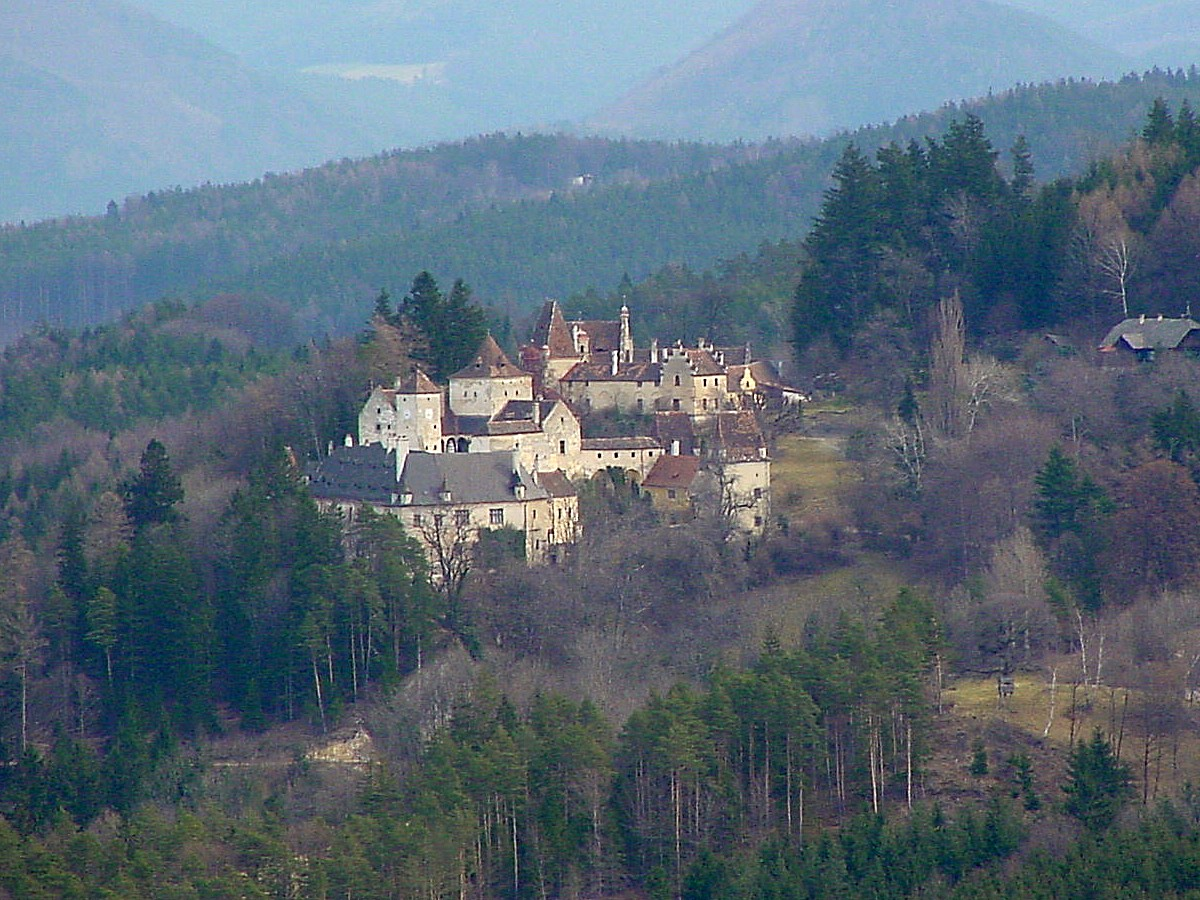
Schloss Steyersberg

Die Herrschaft Steyersberg, Stickelberg und Schwarzau war eine Grundherrschaft im Viertel unter dem Wienerwald im Erzherzogtum Österreich unter der Enns, dem heutigen Niederösterreich.

## Ausdehnung
Die drei Herrschaften Steyersberg, Stickelberg und Schwarzau umfassten zuletzt die Ortsobrigkeit über Kulm, Thann, Hasbach, Kirchau, Obertaneck, Ramblach, Molfritz, Valentin, Hofamt, Forstamt, Vicedomamt, Neudegg und Gundrams, Hollenthon, Stickelberg, Horndorf, Spratzeck, Michelbach und Gleichenbach. Der Sitz der Verwaltung befand sich im Schloss Steyersberg.

## Geschichte
Letzte Inhaber der Familienfideikommissherrschaft waren die Grafen Ferdinand, Hermann, Ernest und Ehrenreich von Wurmbrand-Stuppach unter der Vormundschaft ihrer Mutter, der Gräfin Rosalie von Wurmbrand-Stuppach (1818–1890), geborene Teleki von Szek, nachdem deren Ehemann Ernst Heinrich Gundaccar Kaspar Gregor Johann von Wurmbrand-Stuppach (1804–1846) kurz davor verschieden war. Als Folge der Reformen 1848/1849 wurde die Herrschaft aufgelöst.